# James Sheakley

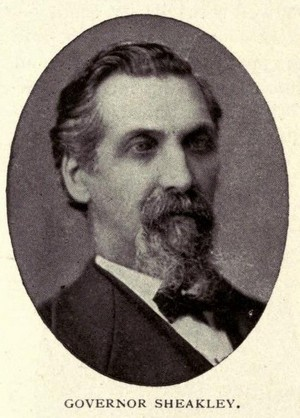
James Sheakley (um 1900)

James Sheakley (* 24. April 1829 in Sheakleyville, Mercer County in Pennsylvania; † 11. Dezember 1917 in Greenville, Mercer County, Pennsylvania) war ein US-amerikanischer demokratischer Politiker und vierter Gouverneur des District of Alaska.

## Werdegang
James Sheakley wurde am 24. April 1829 in Sheakleyville, Mercer County, Pennsylvania geboren. Er besuchte die Gemeinschaftsschulen und die Meadville (Pa.) Academy. Sheakley erlernte das Handwerk des Tischlers und zog dann 1851 nach Kalifornien, wo er dem Goldschürfen nachging. Später kehrte er nach Pennsylvania zurück, wo er sich dann 1855 in Greenville niederließ. Dort beschäftigte er sich mit kaufmännischen Tätigkeiten, wobei er 1864 der Gewinnung und dem Transport von Petroleum nachging. Ferner war er zwischen 1864 und 1868 Schuldirektor in Greenville.
Sheakley entschloss sich 1875 eine politische Laufbahn einzuschlagen, indem er als Demokrat in den vierundvierzigsten US-Kongress gewählt wurde, wo er vom 4. März 1875 bis zum 3. März 1877 tätig war. Bei seiner Kandidatur 1876 für die Wiederwahl in den fünfundvierzigsten Kongress erlitt er eine Niederlage. Im Juli 1887 wurde er dann vom Präsidenten Cleveland zum US-Kommissar der Schulen in Alaska ernannt, ein Amt, das er fünf Jahre lang innehatte. Während dieser Zeit studierte er Jura und wurde 1888 als Anwalt im United States District Court of Alaska zugelassen. Danach war er 1892 ein Delegierter im Democratic National Convention. Im darauffolgenden Jahr wurde er zum Territorialgouverneur des District of Alaska gewählt; dieses Amt hatte er bis 1897 inne. Danach kehrte er 1898 nach Greenville zurück, wo er 1909 zum Bürgermeister gewählt wurde, ein Amt, das er bis 1913 ausübte. Sheakley wurde 1914 zum Friedensrichter gewählt und blieb es bis zu seinem Tod am 11. Dezember 1917. Er wurde auf dem Shenango Valley Cemetery beigesetzt.